# Кто придумал колесо?
«Кто придумал колесо?» — советский молодёжный художественный фильм, снятый режиссёром
Владимиром Шределем на студии «Ленфильм» в 1966 году по повести Владимира Краковского «Возвращение к горизонту».
Премьера фильма состоялась 24 апреля 1967 года.

## Сюжет
Лирический фильм о первой любви и первых опытах самостоятельной жизни.
Окончив школу, Сева Лосев устраивается на химкомбинат. Герой фильма — рабочий паренёк, пытлив и вдумчив, иногда доверчив к людям и с готовностью раскрывается перед ними, иногда излишне подозрителен и задирист («Наверное, у меня плохой характер» — признаёт он сам в последнем кадре фильма, обращаясь к зрителям). Любовь, дружба, работа — не всё гладко, не всё сразу получается, но он упорно ищет своё место в жизни, своё настоящее призвание. Через становление характера молодого человека,  приходит к нему сознание высокой ответственности перед людьми за свои дела.

## В ролях
- Георгий Корольчук — Сева Лосев (в титрах Юрий Корольчук)
- Галина Никулина — Саша
- Полина Куманченко — тётя
- Наталья Селезнёва — Зойка
- Георгий Вицин — дядя Коля
- Михаил Глузский — председатель завкома
- Виктор Костецкий — Алексей Егоров
- Николай Волков (старший) — академик Щеглов
- Наталья Гурзо — Инна
- Борис Рыжухин — главный инженер
- Сергей Дрейден — Виктор
- Балис Дварионас — пианист
- Тамара Валасиади — эпизод
- Александр Афанасьев — пассажир с будильником

В фильме звучит песня «Облако напрокат» композитора Исаака Шварца на стихи Геннадия Шпаликова и песня «Каникулы любви» («У моря, у синего моря») в исполнении японского дуэта.